# Michael Gallagher
 (septembre 2015).
Michael Gallagher, né en 1951, est un universitaire irlandais, chercheur en science politique. Il est professeur de politique comparée et il dirige le département de science politique au Trinity College de l'université de Dublin.

## Biographie

### Études
Scientifique formé à l'informatique, Gallagher combine sa compréhension de l'analyse statistique avec son intérêt pour la politique. Il obtient un B.A. de l'Université de Lancaster, deux Mastères de sciences, l'un de l'Université de l'Essex et l'autre de l'Université de Strathclyde. Il obtient son doctorat à la Strathclyde.

### Carrière
Bien que le Professeur Gallagher soit peut-être plus connu pour l'indice de Gallagher, un indice de disproportionalité utilisant la méthode des moindres carrés, ses sujets de recherche sont étendus : la politique en Irlande, la politique comparée des institutions et des partis politiques.
Il est auteur, co-auteur ou éditeur de dix-huit ouvrages, dont The Politics of Electoral Systems (2005, co-édité avec Paul Mitchell), Politics in the Republic of Ireland (4ème éd., 2005, co-édité avec John Coakley) et Representative Government in Modern Europe (4ème éd., 2006, co-édité avec Michael Laver et Peter Mair), qui sont des ouvrages de référence dans leurs domaines.
Parmi les articles ou chapitre d'ouvrages qu'il a rédigés, le plus cité est « Proportionality, Disproportionality and Electoral Systems » dans Electoral Studies [1991]. Il fait par ailleurs partie du comité de rédaction de plusieurs revues, dont Electoral Studies, European Journal of Political Research, Representation, Party Politics et Irish Political Studies.

## Prix et récompenses
Gallagher a présidé la Political Studies Association of Ireland, de 1994 à 1996.
Il est membre de la Royal Irish Academy depuis 2013.

## Publications
- (en) Michael Gallagher, Peter Mair and Michael Laver (eds.), Representative Government in Modern Europe, McGraw Hill, 2005 (ISBN 0-07-297706-X, lire en ligne)
- (en) Michael Gallagher and Paul Mitchell (eds.), The Politics of Electoral Systems, Oxford, OUP, 2005, 662 p. (ISBN 0-19-925756-6, lire en ligne)
- (en) John Coakley and Michael Gallagher (eds.), Politics in the Republic of Ireland, Routledge, 2004 (ISBN 0-415-28066-4, lire en ligne)
- (en) Michael Gallagher, Michael Marsh et Paul Mitchell, How Ireland Voted 2002, Routledge, 2003 (ISBN 0-333-96835-2, lire en ligne)
- (en) Michael Gallagher et Michael Marsh, Days of Blue Loyalty : the politics of membership of the Fine Gael party, Routledge, 2002 (ISBN 0-9519748-6-6, lire en ligne)
- (en) Michael Gallagher and Pier Vincenzo Uleri (eds.), The Referendum Experience in Europe, Palgrave Macmillan, 1996 (ISBN 0-333-67018-3)
- (en) Michael Gallagher (ed.), Irish Elections 1922-44 : Results and Analysis, PSAI Press, 1993 (ISBN 0-9519748-1-5, lire en ligne)
- (en) Gallagher M. and M. Marsh, Candidate selection in comparative perspective : The secret garden of politics, Sage,London, 1988
- Political parties in the Republic of Ireland (Manchester university press, 1985)[3]